# ایرپورت روود سابدیستریکت
ایرپورت روود سابدیستریکت (به لاتین: Airport Road Subdistrict) یک subdistrict of the People's Republic of China در جمهوری خلق چین است که در Lubei District واقع شده‌است.

## خصوصیات
ایرپورت روود سابدیستریکت ۳۲ متر بالاتر از سطح دریا واقع شده‌است.